# Bride of the Century
Bride of the Century (en hangul, 백년의 신부) es una serie de televisión surcoreana emitida originalmente en 2014 y protagonizada por Lee Hong Gi (vocalista de F.T. Island) y Yang Jin-sung.
Fue trasmitida por TV Chosun desde el 22 de febrero hasta el 12 de abril de 2014, finalizando con una longitud de dieciséis episodios emitidos cada viernes y sábados a las 20:00 (KST). Las grabaciones se llevaron a cabo en Namhae desde diciembre de 2013.
De acuerdo con información de uno de los mayores portales de Internet de China QQ, la producción llegó a ser número uno en las listas semanales y mensuales, tanto en marzo y abril de 2014, con más de 100 millones de visitas. También calificó como el término más buscado durante su emisión en  Weibo.

## Argumento
Taeyang Group es el mayor conglomerado de Corea del Sur y la familia Choi que dirige el grupo que supuestamente ha estado bajo una maldición durante cien años que indica que la primera esposa del hijo mayor morirá después de la boda. Cuando la rica heredera Jang Yi Kyung (Yang Jin-sung) desaparece justo antes de su boda con el heredero Choi Kang Joo (Lee Hong Gi), Na Doo Rim (Yang Jin-sung), una impostora parecida, es contratada para ocupar su lugar. Pero a diferencia de la fría y calculadora Yi Kyung, Doo Rim es dulce y cálida, y Kang Joo termina realmente enamorado de ella.

## Reparto

### Personajes principales
- Yang Jin-sung como Na Doo Rim / Jang Yi Kyung.
- Lee Hong-gi como Choi Kang-joo.
  - Jeon Jin-seo as young Choi Kang-joo

### Personajes secundarios
- Nam Jeong Hee como Park Soon Bok.
- Park Jin Joo como Oh Jin Joo.
- Choi Il Hwa como Choi Il Do.
- Kim Seo Ra como Kim Myeong Hee.
- Jung Hae In como Choi Kang In.
- Jang Ah Young como Lee Roo Mi.
- Kang Pil Seon como Kim Bi Seo.
- Sung Hyuk como Jang Yi Hyun.
- Shin Eun Jung como Ma Jae Ran.
- Kim Ah Young como Sung Joo Shin.
- Kim Yoo Jung como Leeann.
- Im Byung Gi como Mayordomo Jang.
- Kwon Eun Ah como Ahn Dong Daek.

## Banda sonora
Fue lanzada bajo el sello de CJ E&M y FNC Entertainment, el 11 de abril de 2014.
| N.º | Título                                                         | Artista         | Duración |  |
| 1.  | «들어와» (Come Inside)                                         | Lee Jae jin     | 3:36     |  |
| 2.  | «아직 하지 못한 말» (Words I Couldn't Say Yet)                 | Park Choa       | 4:33     |  |
| 3.  | «아직 하지 못한 말» (Words I Couldn't Say Yet)                 | Lee Hong Gi     | 4:31     |  |
| 4.  | «My Girl»                                                      | 2Young          | 3:35     |  |
| 5.  | «아나요» (Do You Know)                                         | Jeon Geun-hwa   | 4:01     |  |
| 6.  | «들어와 (Inst.)» (Come Inside (Inst.))                         | Lee Jae Jin     | 3:36     |  |
| 7.  | «아직 하지 못한 말 (Inst.)» (Words I Couldn't Say Yet (Inst.)) | Lee Hong Gi     | 4:31     |  |
| 8.  | «백년의 신부» (Bride of the Century)                           | Varios artistas | 1:46     |  |
| 9.  | «비밀의 열쇠» (Key of Secret)                                  | Varios artistas | 2:12     |  |
| 10. | «Rise In the World»                                            | Varios artistas | 2:46     |  |
| 11. | «Walk Around»                                                  | Varios artistas | 1:38     |  |
| 12. | «백년의 저주» (Hundred Years Curse)                            | Varios artistas | 3:07     |  |
| 13. | «두근 두근 나두림» (Pit-a-pat Na Doo-rim)                      | Varios artistas | 2:12     |  |
| 14. | «Grey Shadow»                                                  | Varios artistas | 1:11     |  |
| 15. | «Hundred Steps»                                                | Varios artistas | 2:06     |  |
| 16. | «Mournful Eyes»                                                | Varios artistas | 2:15     |  |
| 17. | «Savior of Hell»                                               | Varios artistas | 2:26     |  |

## Emisión Internacional
- Birmania: Channel 7.
- Filipinas: TV5.[7]
- Hong Kong: TVB
- Japón: TBS.[8]
- Singapur: VV Drama.
- Tailandia: PPTV.[9]
- Taiwán: Star China, Star Showbiz, Fox Taiwan y CTV.